# Provincia de Aktobé
Aktobé (en kazajo: Ақтөбе облысы/Aqtöbe oblısı/اقتوبە وبلىسى, en ruso: Актюбинская область) es una provincia de Kazajistán. Su capital es la homónima Aktobé. Está ubicada al oeste del país, limitando al norte con Rusia, al este con Kostanay y Karagandá, al sureste con Kyzylorda, al sur con Uzbekistán, al suroeste con Mangystau, al oeste con Atyrau y al noroeste con Kazajistán Occidental.
El río Ilek, afluente del río Ural, fluye a través de la provincia. 

## Topónimo
El nombre "Aktobé" viene de kazaco "Ақ" (blanco) y "төбе" (colina); supuestamente porque los primeros colonos de Aktobé vieron el blanco de las montañas lejanas del norte.

## División administrativa

Distritos de la provincia de Aktobé.

La provincia está dividida administrativamente en doce distritos y la ciudad de Aktobe.
- Distrito de Alga, con centro administrativo en la localidad de Alga;
- Distrito de Ayteke Bi, capital en Komsomol;
- Distrito de Bayganin, capital en Karauilkeldy;
- Distrito de Kargaly, capital en Badamsha;
- Distrito de Khromtau, capital en la ciudad de Khromtau;
- Distrito de Kobda, capital en Kobda;
- Distrito de Martuk, capital en Martuk;
- Distrito de Mugalzhar, capital en Kandyagash;
- Distrito de Oiyl, capital en Oiyl;
- Distrito de Shalkar, capital en Shalkar;
- Distrito de Temir, capital en Temir;
- Distrito de Yrgyz, capital en Yrgyz.